# Thaumastochloa rariflora
Thaumastochloa rariflora är en gräsart som först beskrevs av Frederick Manson Bailey, och fick sitt nu gällande namn av Charles Edward Hubbard. Thaumastochloa rariflora ingår i släktet Thaumastochloa och familjen gräs. Inga underarter finns listade i Catalogue of Life.